# لیان برکویتس
لیان برکویتس (انگلیسی: Liane Berkowitz؛ ۷ اوت ۱۹۲۳ – ۵ اوت ۱۹۴۳) مبارز مقاومت آلمان از سازمان ارکستر سرخ بود. وی در ارتباط با مقاومت آلمان دستگیر و به مرگ محکوم شد. به هنگام دستگیری باردار بود که بعد از اینکه دختر خود را در زندان به دنیا آورد، اعدام شد. او همچنین عضو کلیسای ارتدکس روسیه بود. از لیان برکویتس نامه‌هایی انگیزاننده و با ایمانی عمیق به جا مانده که در سلول خود قبل از اعدام نوشته‌است.

## زندگی‌نامه
لیان برکویتس در ۱۹۲۳ در برلین به دنیا آمد. پدرش رهبر ارکستر و مادرش معلم آواز بود. کمی قبل از تولدش، پدر و مادرش از اتحاد جماهیر شوروی فرار کرده بودند. پس از درگذشت پدر لیان، مادرش کاترین دومین بار با هنری برکویتس ازدواج کرد. خانواده وی در محله شونبرگ زندگی می‌کردند.
لیان به زبان آلمانی و روسی مسلط بود. او و هنری و تعدادی دیگر، تحت هدایت جان ریتمایستر، دایره ای از مخالفان هیتلر بودند که بعدها علیه رژیم نازی به همراه جنبش مقاومت ارکستر سرخ فعالیت می‌کردند. فریدریش رمر نیز به این گروه تعلق داشت.

## دستگیری
در جریان ضربه گروه ارکستر سرخ، لیان در ۲۶ سپتامبر ۱۹۴۲ در حالی که باردار بود، دستگیر و در دادگاه متهم شد. در ۱۸ ژانویه ۱۹۴۳، در دادگاه تجدیدنظر لیان همراه با همکاران دیگرش به اتهام «خیانت ملی و کمک به دشمن» محکوم و به اعدام محکوم شدند.
ایرینا، دختر لیان و فریدریش در ۱۲ آوریل ۱۹۴۳ در زندان زنان متولد شد. مادربزرگ ایرینا از ماه ژوئیه ۱۹۴۳ مراقبت او را به عهده گرفت. هرگونه انصراف از حکم لیان توسط دادگاه رد شد و حکم اعدام لیان توسط فیلد مارشال ویلهلم کایتل تأیید نهایی و امضا شد.

## اعدام
مادر جوان در روز ۵ اوت ۱۹۴۳، دو روز قبل از ۱۹ سالگی خود، در زندان Plötzensee اعدام شد. فریدریش رمر پیشتر در اوایل ماه مه ۱۹۴۳ اعدام شده بود. محل دفن نهایی لیان ناشناخته است. دخترش ایرینا در ۱۶ اکتبر ۱۹۴۳ در بیمارستان در ابرس والده در شرایط نامعلوم مرد.
لیان برکویتس عضو کلیسای ارتدکس روسیه بود. نامه‌های به جا مانده از او قبل از اعدام نشانگر انگیزه و ایمان عمیق اوست.

## افتخارات

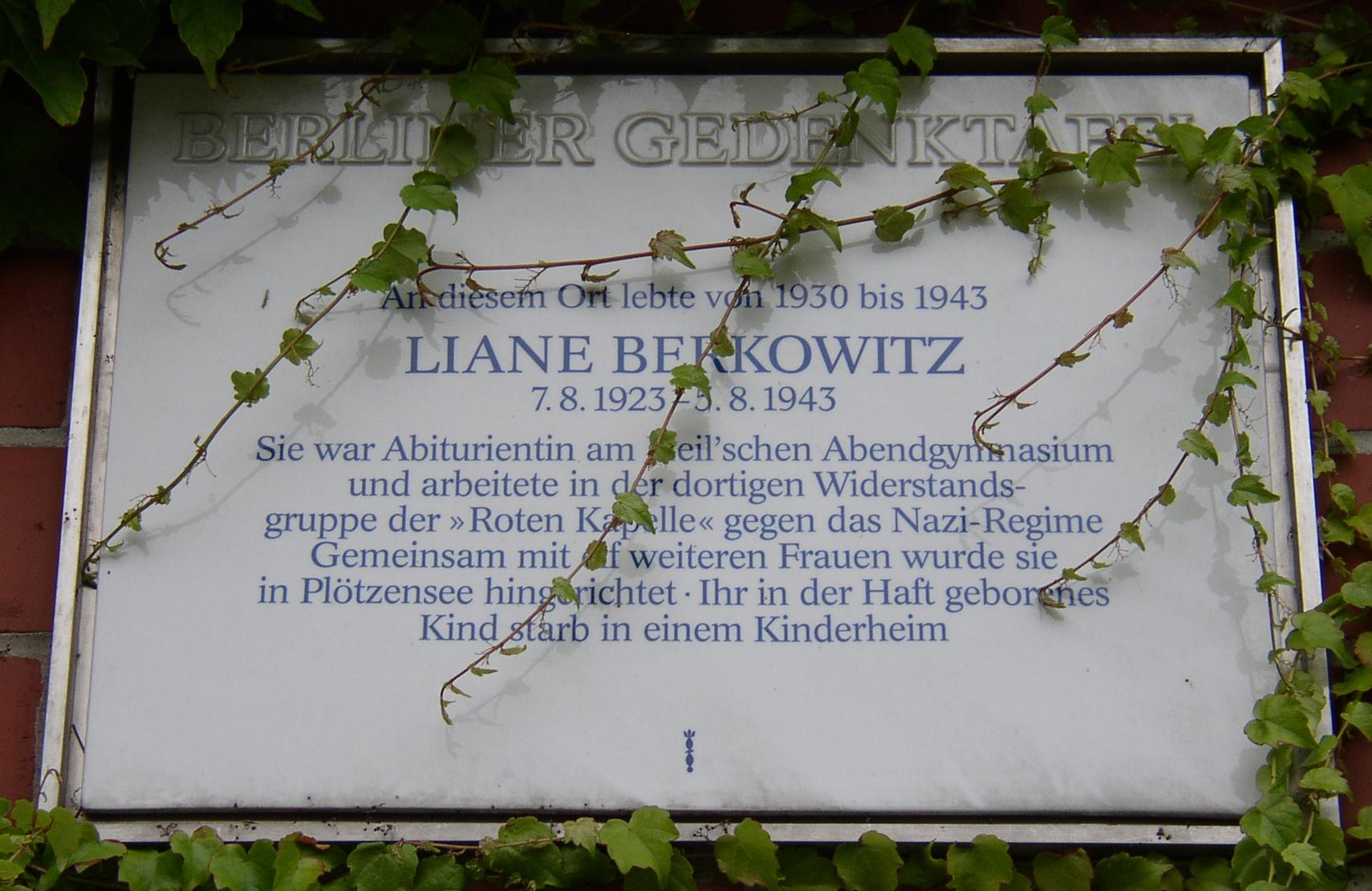
پلاک یادبود، Viktoria-Luise-Platz 1 در محل شونبرگ-برلین

- ستون یادبود به افتخار لیان برکویتس و دیگر جنگجویان مقاومت آلمان در حیاط دانشگاه هومبولت برلین در سال ۱۹۷۶ ساخته شد.
- پلاک یادبود محل سکونت لیان در Viktoria-Luise-Platz شماره ۱ در محل شونبرگ-برلین نشان می‌دهد
- در ۱۸ ژانویه ۲۰۰۰، یک میدان در فریدناو، برلین به نام Liane-Berkowitz-Platz نامگذاری شد.